# Космос-1111
Космос-1111 је један од преко 2400 совјетских вјештачких сателита лансираних у оквиру програма Космос.
Космос-1111 је лансиран са космодрома Плесецк, СССР, 29. јуна 1979. Ракета-носач Протон је поставила сателит у орбиту око планете Земље. Маса сателита при лансирању је износила 6000 килограма. Космос-1111 је био осматрачки сателит.